# Luis Generoso Pinto
Luis Generoso Pinto (Córdoba, 16 de julio de 1847-Madrid, 9 de agosto de 1912) fue un comerciante y político argentino, que ejerció la gobernación de la provincia de Santiago del Estero entre los años 1882 y 1883.

## Biografía
Hijo de Luis S. Pinto y de Modesta Carreras, y nieto de un inmigrante portugués afincado en Córdoba, tras completar sus estudios decidió instalarse en la provincia de Santiago del Estero. Pero la hostilidad del gobernador Manuel Taboada lo obligó a radicarse por unos años en la provincia de Tucumán. Tras la muerte de Taboada, se instaló en la ciudad de Santiago del Estero, donde instaló un almacén de ramos generales y llegó a reunir una considerable fortuna. Junto a sus hermanos, también expandieron sus negocios a la ganadería, la agricultura y la industria azucarera. El ferrocarril de Rosario a Tucumán pasaba por uno de sus campos, y los Pinto donaron el terreno para edificar la estación ferroviaria que llevó su apellido, y el pueblo de Pinto.
Su gran fortuna le dio influencia política, al punto que en el año 1882 fue elegido gobernador, asumiendo el mando el último día de noviembre. La provincia se encontraba sumida en una profunda crisis política, en la cual distintos sectores se enfrentaban por mostrarse los más firmes aliados del presidente Julio Argentino Roca. Tras la renuncia de Pedro Gallo y del presidente de la Legislatura, Pedro José Lami, el Congreso había ordenado la intervención federal de Santiago del Estero, que recayó en Filemón Posse; este solo estuvo algunas semanas en la provincia, y se limitó a presidir la elección de su sucesor, en la que triunfó la candidatura de Luis Pinto en unas elecciones sumamente irregulares, dado que en la mayor parte de las parroquias se celebraron elecciones dobles. Como el comisionado nacional solo reconoció a las que él había organizado, pareció que las otras eran nulas.
Nombró ministro de gobierno a Pablo Lascano, y durante su gestión intentó promover el desarrollo de la industria local, exonerando de todo impuesto la instalación de ingenios azucareros.
Pero la situación política no mejoró durante su mandato: mientras Pinto respaldaba la fracción política de Miguel Juárez Celman, que iba controlando las provincias del interior, el Banco Nacional se negaba a respaldar económicamente al gobierno, debido a que sus directores más importantes eran Mariano Santillán y Francisco Olivera, líderes de la fracción opositora, de lo cual el gobernador se quejaba en amargas cartas al Presidente.
La nueva Legislatura debió observar asombrada la reunión de la antigua legislatura de la época de Gallo, de solamente cuatro miembros, que anunciaba no haber sido disuelta por la intervención federal; cuando la Legislatura legal eligió senador nacional al exgobernador Pedro José Lami, la antigua eligió a Pedro Vieyra, y ambos diplomas fueron enviados al Congreso Nacional, que rechazó ambos.
El joven exministro José Nicolás Matienzo hizo una intensa campaña en contra de Pinto, acusándolo de malversación de fondos en la prensa de la Capital Federal, que le atrajo el odio de todos los opositores a Juárez Celman. Finalmente el Congreso sancionó, pese a la oposición de los diputados de Córdoba, afines a Juárez Celman, una nueva intervención federal de la provincia, viéndose Pinto reemplazado por el interventor Isaac Chavarría en el mes de julio de 1883.
La intervención federal permitió la unión de los grupos enfrentados, y a largo plazo prevalecería la influencia de Absalón Rojas, que dominaría la política provincial durante una década. Por su parte, Pinto no logró insertarse en la nueva estructura política y se mantuvo alejado de todo cargo público.
A principios del nuevo siglo fue elegido diputado provincial, y en 1905 fue elegido senador nacional. Era el candidato del gobernador José Domingo Santillán para sucederlo en el cargo, pero la revolución radical de 1905, con sus escenas de violencia, lo convencieron de que era más seguro continuar como senador nacional.
Falleció en 1912, siendo aún senador nacional, durante un viaje a España.